# Witold Walo
Witold Walo (ur. 10 grudnia 1954 w Warszawie) – polski sztangista, medalista mistrzostw świata, olimpijczyk z Moskwy 1980.
Zawodnik klubu Start Otwock, a następnie RKS Ursus.
Brązowy medalista mistrzostw świata w Salonikach w kategorii lekkociężkiej.
Na igrzyskach w roku 1980 w Moskwie wystartował w kategorii lekkociężkiej zajmując 5. miejsce.